# Dunkler Mauerpfeffer
Der Dunkle Mauerpfeffer (Sedum atratum) ist eine Pflanzenart aus der Gattung der Fetthennen (Sedum) innerhalb der Familie der Dickblattgewächse (Crassulaceae).

## Beschreibung

### Vegetative Merkmale
Der Dunkle Mauerpfeffer ist eine der wenigen einjährigen Hochgebirgspflanzen (einjährig überwinternd) und erreicht Wuchshöhen von 2 bis 7, selten bis zu 10 Zentimetern. Sie ist meist dunkelpurpurn bis rotbraun überlaufen.
Die dichtstehenden Blätter sind bei einer Länge von 4 bis 6 Millimetern keulenförmig und dickfleischig.

### Generative Merkmale
Die Blütezeit reicht von Anfang Juni bis August, wobei Pflanzenexemplare an schattigen Standorten teilweise auch noch bis September blühen. Drei bis secht Blüten sind in einem abgeflachten, Doldentraubigen Blütenstand angeordnet.
Die zwittrige Blüte ist radiärsymmetrisch mit doppelter Blütenhülle. Die nicht dicklichen Kelchblätter sind bei einer Länge von 2 Millimetern dreieckig-eiförmig mit meist zugespitztem oberen Ende. Die Kronblätter sind länger als die Kelchblätter. Die Blütenkrone weist einen Durchmesser von 5 bis 8 Millimetern auf. Die 3 bis 4 Millimeter langen Kronblätter sind weißlich bis gelbgrün, oft rötlich überlaufen. Die zehn Staubblätter sind etwas kürzer als die Kronblätter.
Die sternförmig ausgebreitet angeordneten Balgfrüchte sind in eine dünne, 0,5 Millimeter lange Spitze verschmälert. Die hellbraunen Samen sind bei einer Länge von 0,5 bis 0,8 Millimetern länglich mit längsrunzeliger Oberfläche.
Die Chromosomenzahl beträgt 2n = 16.

## Ökologie
Die Blüten sind proterogyn und bleiben mehrere Tage geöffnet. Die äußeren Staubbeutel dienen der Fremd- die inneren der Selbstbestäubung. Die Fruchtreife erfolgt sehr früh, manchmal schon vor Ende August. Die Samen keimen schon im Herbst und überwintern als Keimlinge unter der Schneedecke. An windoffenen Standorten sind sie daher stark gefährdet. Schlechte Jahre können auch ohne Fruchtansatz überdauert werden.

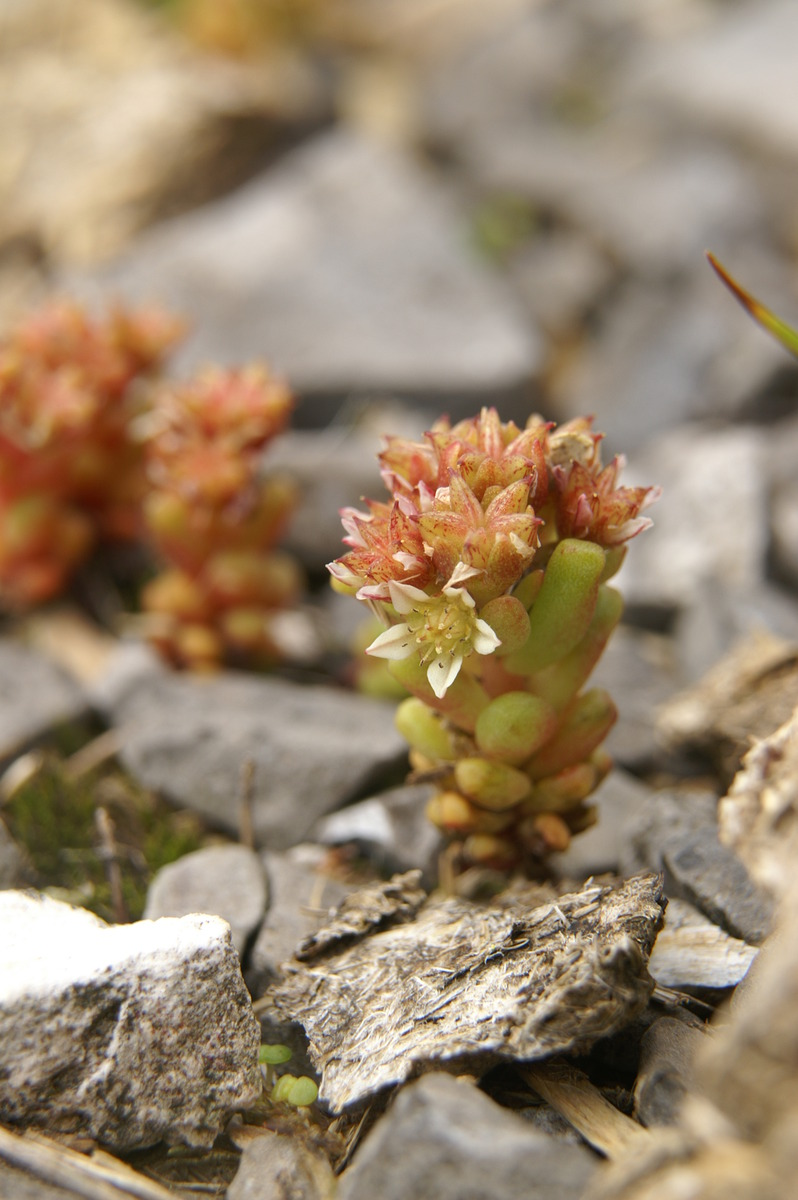
Habitus, Blätter und Blütenstand

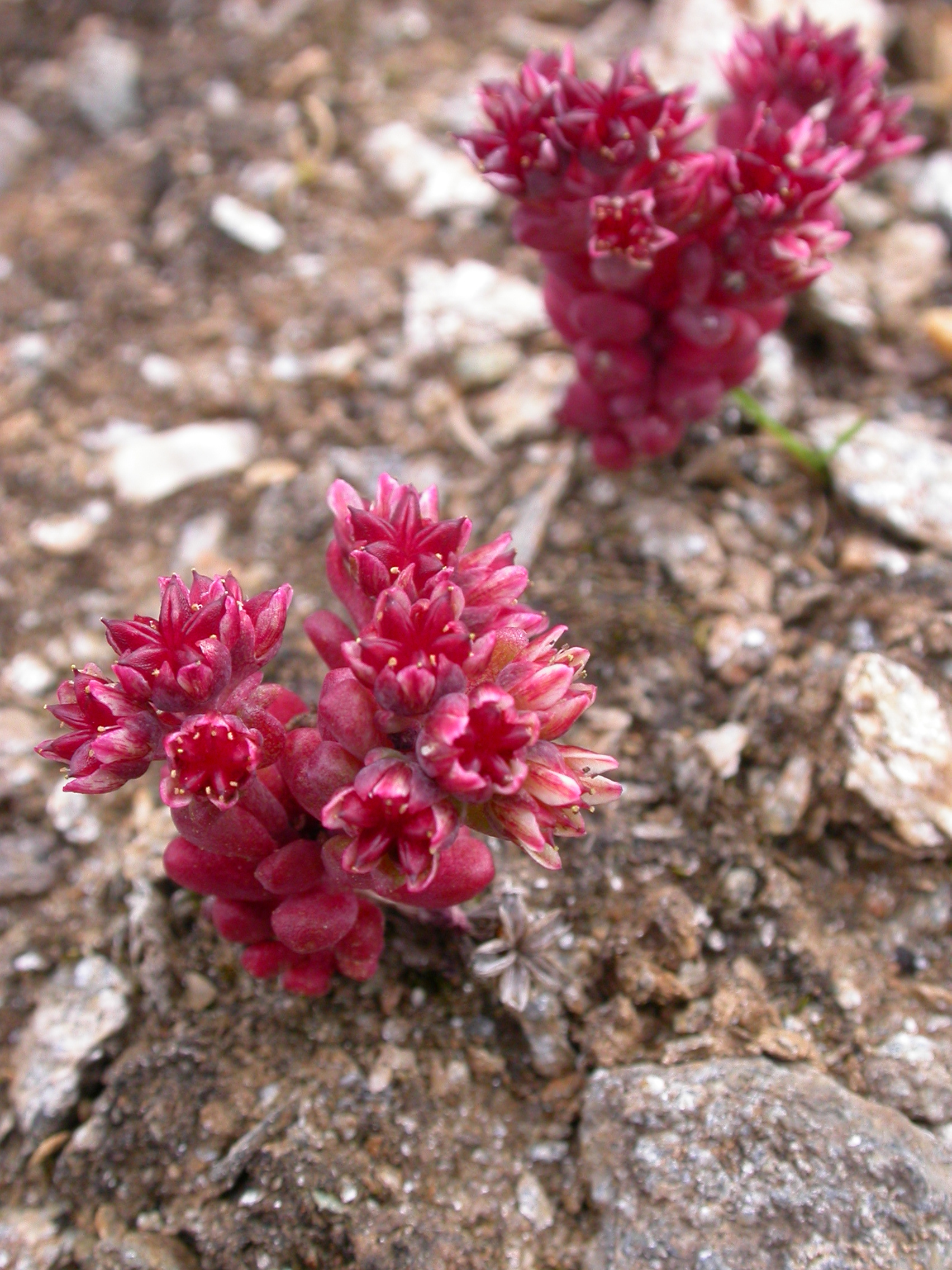
Habitus, Blätter und Blütenstand

## Vorkommen
Der Dunkle Mauerpfeffer kommt vor in Spanien, Frankreich, Deutschland, Italien, Schweiz, Österreich, Polen, Belarus, Ukraine, Slowakei, Rumänien, Slowenien, Kroatien, Serbien, Bosnien-Herzegowina, Albanien, Montenegro, Nordmazedonien, Griechenland und in der Türkei. Sedum atratum kommt in den Alpen und Pyrenäen, den Apenninen und Karpaten bis zum Balkan vor. Als Standort werden kalkhaltige Böden, offene und lockere Rasen als auch Fels- und Felsschuttfluren bevorzugt. Die Art ist eine Charakterart des Verbands Seslerion, kommt aber auch in Gesellschaften der Verbands Thlaspiom rotundifolii vor. Sie ist subalpin bis alpin (etwa 1000 bis 3100 Meter) verbreitet. In den Allgäuer Alpen steigt Sedum atratum in Bayern am Nebelhorn bis zu einer Höhenlage von 2000 Metern auf. Sie erreicht sogar die nivale Höhenstufe in der Silvretta mit 3000 Metern und im Cognetal in Piemont mit einer Höhenlage von 3100 Metern. Selten kommt sie auch in tiefen Höhenlagen vor, so bei Güntisberg im Züricher Oberland bei 650 Meter, bei Lienz in Osttirol bei 676 Meter und bei Salurn mit einer Höhenlage von 224 Meter.
Die ökologischen Zeigerwerte nach Landolt et al. 2010 sind in der Schweiz: Feuchtezahl F = 3w+ (mäßig feucht aber stark wechselnd), Lichtzahl L = 5 (sehr hell), Reaktionszahl R = 5 (basisch), Temperaturzahl T = 1+ (unter-alpin, supra-subalpin und ober-subalpin), Nährstoffzahl N = 1 (sehr nährstoffarm), Kontinentalitätszahl K = 3 (subozeanisch bis subkontinental).

## Taxonomie und Systematik
Die Erstveröffentlichung erfolgte 1763 durch Carl von Linné in Species Plantarum, Editio secunda, Tomus II, S. 1673.
Man kann folgende Unterarten unterscheiden:
- Gewöhnlicher Dunkler Mauerpfeffer (Sedum atratum L. subsp. atratum): Die Pflanzenteile sind meist rotbraun überlaufen und mit rötlicher Krone. Sie ist meist kleiner als Sedum atratum subsp. carinthiacum. Sie kommt in Mitteleuropa in den Alpen und im Schweizer Jura vor.[6] In Österreich fehlt sie in Burgenland und Wien.
- Kärntner Dunkler Mauerpfeffer (Sedum atratum subsp. carinthiacum (Pacher) D.A. Webb): Die Pflanzenteile sind meist gelblichgrün (kaum rötlich überlaufen). Krone grünlichgelb, selten etwas rötlich überlaufen. Diese Unterart hat Vorkommen in Deutschland, Schweiz, Italien, Österreich, Kroatien, Albanien, Nordmazedonien, Bulgarien und Griechenland.[3] Sie kommt heute in Österreich in Kärnten und in der Steiermark vor, früher auch in Vorarlberg und Osttirol.[6]

Ob die Gliederung in die beiden Unterarten atratum und carinthiacum berechtigt ist, erscheint in Österreich und angrenzenden Gebieten 2008 fraglich. Der bloße Unterschied im Anthozyangehalt (Rotfärbung) kann sie laut Fischer et al. 2008 nicht rechtfertigen.